# گمانه (پرنده‌نگری)
گمانه (به انگلیسی: Jizz, Giss) تصور یا پدیدارش کلی از یک پرنده است که از ویژگی‌هایی مانند شکل، وضعیت بدنی، سبک پرواز یا دیگر جابجایی‌های عادتی، اندازه و رنگ همراه با صدا، زیستگاه و مکان به دست می‌آید. این مفهوم در پرنده‌نگری رایج شد، اما آنقدر سودمند است که از آن زمان به‌طور فزاینده‌ای توسط زیست‌شناسان میدانی در اشاره به برداشت از ویژگی‌های عمومی جانورانت دیگر پذیرفته شده است. به‌طور مشابه در زمینه‌هایی از زیست‌شناسی دیداری مانند میکروسکوپ پدیدار می‌شود. بوم‌شناسان و گیاه‌شناسان ممکن است از «گمانه زیستگاه» یا «گمانه یک گیاه» صحبت به میان آورند.
شان دولی گمانه را به عنوان «کیفیت غیرقابل تعریف یک گونه خاص، «حال و هوا» یی که می‌دهد» توصیف می‌کند و خاطرنشان می‌کند که اگرچه «از سوی بسیاری به عنوان نوعی کیمیاگری پرندگان رد می‌شود، اما ایده گمانه بنیان‌های فیزیکی دارد."
پرنده‌نگرهای باتجربه اغلب می‌توانند با استفاده از گمانه، شناسایی‌های اعتمادپذیری را در یک نگاه در میدان انجام دهند. غالباً گمانه به جای شناسایی در سطح گونه، برای شناسایی در سطح تیره یا سرده سودمند است، مانند: «قطعاً صدای توکا را داشت، اما نمی‌توانستم ببینم چه نوعی است».